# クリス・アーウィン
クリス・アーウィン（Chris Irwin、1942年6月27日 - ）は、イギリス出身のレーシングドライバーであり、フォーミュラ1世界選手権（F1）には1966年から1967年にかけて10戦に出場した。

## 経歴
カンタベリーのキングズ・スクールを卒業した後、印刷関係の会社に就職し、その傍ら、ユニヴァーシティ・カレッジ・ロンドン（UCL）の印刷課程で3年間学んだ。
1960年、18歳の時に退屈まぎれにスネッタートン・サーキットに行ったところ、そこで開催されていたレースに魅了された。レース後にピットやパドックを回っていたところで、ジム・ラッセルと知り合い、ラッセルが同サーキットで運営していたジム・ラッセル・レーシングスクールに入った。その後の1年ほど、ラッセルの下でレーシングカーの操縦方法の基礎を学び、1961年からフォーミュラ・ジュニアで走り始めた。

### F3 (1964年 - 1966年)
ジュニアフォーミュラではプライベーターとして3年ほど走り、1964年にイギリスF3選手権に初めてシーズンフル参戦して、この年のシーズンのBRSCC選手権で2位となった。この活躍により、当時、イギリスの若手レーシングドライバーに与えられていた年間表彰のグローヴウッド賞で3位を授与された。
1965年からプロドライバーとなり、1966年にはF3の国際レースに参戦し、計8勝を収めた。この年はF2のレースにスポット参戦したほか、7月のイギリスGPでブラバムからスポット参戦してF1デビューを果たし、このレースで7位完走を果たした。これは1戦のみのスポット参戦だったが、この結果に注目したBRMはワークスチームの2台に次ぐ3台目をレッグ・パーネル・レーシングに提供し、翌1967年のアーウィンのF1デビューをお膳立てした。

### F1参戦 (1967年)
1967年、レッグ・パーネル・レーシングと契約したアーウィンはF1にステップアップし、第3戦オランダGPから最終戦（第11戦）メキシコGPまで走った。7月の第5戦フランスGPで5位入賞を果たし、結果として、これがF1における生涯唯一の入賞となった。
この1967年末には、F1のグランプリ・ドライバーズ・アソシエーション（GPDA）からその年のもっとも優秀な新人に与えられるフォン・トリップス記念トロフィーを授与された。

### サーティース / ホンダとの契約 (1967年 - 1968年)
アーウィンのフル参戦初年度の戦績はレッグ・パーネル・レーシングに車両を供給していたBRMを満足させ、BRMは、当初の予定通り、練習期間の1967年シーズンを終えたアーウィンをワークスチームに昇格させようとした。しかし、アーウィンはチーム・サーティースと契約することを選び、1968年はホンダに正式に加入した。
サーティースでは1967年からF2やル・マン24時間レースで走っており、8月末にホンダのRA300がイギリスで完成した際には、同車のシェイクダウンをアーウィンが担当した。
1967年のホンダはジョン・サーティースのみの1カー体制で参戦していたが、1968年は2台体制に強化し、セカンドドライバーにサーティースをサポートさせようと考えていた。ジョン・サーティースとホンダの中村良夫はそのドライバーを選ぶにあたって、若手の中でも最も有望視していたアーウィンに白羽の矢を立てたというのが起用の経緯である。
そうして迎えた1968年シーズンだったが、ホンダの都合により、6月までは2台目の車両を用意することができない見通しとなったため、それまでの間、アーウィンは他のカテゴリーでレースをして過ごすことを許され、サーティースからローラを駆ってF2にスポット参戦するなどして過ごしていた。

### 事故 (1968年5月) と引退
1968年5月、アーウィンはニュルブルクリンク1000kmレースにフォード・P68を駆って参戦した。
このレースの練習走行において、アーウィンは2周目でこの日のトップに近い8分40秒を出し、続く3周目で悪名高いフルーグプラッツ（Flugplatz）で車両のコントロールを失い、浮き上がった車体がとんぼ返りをする大事故を起こした。大破した車両から救助されたアーウィンは、一命こそとりとめたものの、この事故で頭部に負った怪我は重く、顔に傷を負ったほか、脳の損傷により通常の生活を送る能力も著しく損なわれるほどの重い障害が残り、レースからの引退を余儀なくされた。
この事故の原因は不明だが、P68は新型車であり、高速からブレーキをかけた時に車体が浮き上がる不具合が事故以前からあり、それが解消されていなかったという説と、大破した車両からウサギの死骸が見つかったと報告されていることから、ウサギとの接触により車両の空力に不具合が生じていたためという説がある。
事故によりアーウィンの容貌はすっかり変わってしまい、事故から2か月後の7月のイギリスグランプリでアーウィンを見かけた生沢徹は、一目見ただけではアーウィンと気づかず、その変わりようを見てレースがつくづくいやになり、怖くもなったと述べている。

## レース戦績

### 略歴
| 年   | シリーズ                        | チーム                       | レース | 勝利 | PP   | FL   | 表彰台 | ポイント | 順位 |
| ---- | ------------------------------- | ---------------------------- | ------ | ---- | ---- | ---- | ------ | -------- | ---- |
| 1964 | イギリスF3選手権（BRSCC選手権） | マーリン・レーシング         | 不明   | 不明 | 不明 | 不明 | 不明   | 不明     | 2位  |
| 1965 | イギリスサルーンカー選手権      | ドン・ムーア                 | 1      | 0    | 0    | 0    | 0      | 0        | NC   |
| 1966 | フォーミュラ1                   | ブラバム                     | 1      | 0    | 0    | 0    | 0      | 0        | NC   |
| 1967 | フォーミュラ1                   | レッグ・パーネル・レーシング | 9      | 0    | 0    | 0    | 0      | 2        | 16位 |
| 1967 | ル・マン24時間レース            | ローラ（サーティース）       | 1      | 0    | 0    | 0    | 0      | -        | DNF  |
| 1967 | ヨーロッパF2選手権              | ローラ（サーティース）       | 8      | 1    | 1    | 0    | 0      | 15       | 6位  |
| 1968 | ヨーロッパF2選手権              | ローラ（サーティース）       | 3      | 0    | 0    | 0    | 0      | 0        | NC   |

### フォーミュラ1
（key）
| 年     | エントラント                               | シャーシ       | エンジン                                     | 1   | 2   | 3       | 4       | 5     | 6     | 7   | 8   | 9   | 10  | 11  | 12  | WDC  | ポイント |
| ------ | ------------------------------------------ | -------------- | -------------------------------------------- | --- | --- | ------- | ------- | ----- | ----- | --- | --- | --- | --- | --- | --- | ---- | -------- |
| 1966年 | ブラバム                                   | ブラバム・BT22 | コヴェントリー・クライマックス・FPF 2.8L 直4 | MON | BEL | FRA     | GBR 7   | NED   | GER   | ITA | USA | MEX |     |     |     | NC   | 0        |
| 1967年 | レッグ・パーネル・レーシング               | ロータス・25   | BRM P60 2.1L V8                              | RSA | MON | NED 7   |         |       |       |     |     |     |     |     |     | 16位 | 2        |
| 1967年 | レッグ・パーネル・レーシング               | BRM・P261      | BRM P60 2.1L V8                              |     |     |         | BEL Ret |       | GBR 7 |     |     |     |     |     |     | 16位 | 2        |
| 1967年 | レッグ・パーネル・レーシング               | BRM・P83       | BRM・P75 3.0L H16                            |     |     |         |         | FRA 5 |       | GER | CAN | ITA | USA | MEX |     | 16位 | 2        |
| 1968年 | オーウェン・レーシング・オーガニゼーション | BRM・P126      | BRM P142 3.0L V12                            | RSA | ESP | MON DNP |         |       |       |     |     |     |     |     |     | NC   | 0        |
| 1968年 | ホンダ・レーシング                         | ホンダ・RA300  | RA273E 3.0L V12                              |     |     |         | BEL DNP | NED   | FRA   | GBR | GER | ITA | CAN | USA | MEX | NC   | 0        |